# Rudolf Manoušek

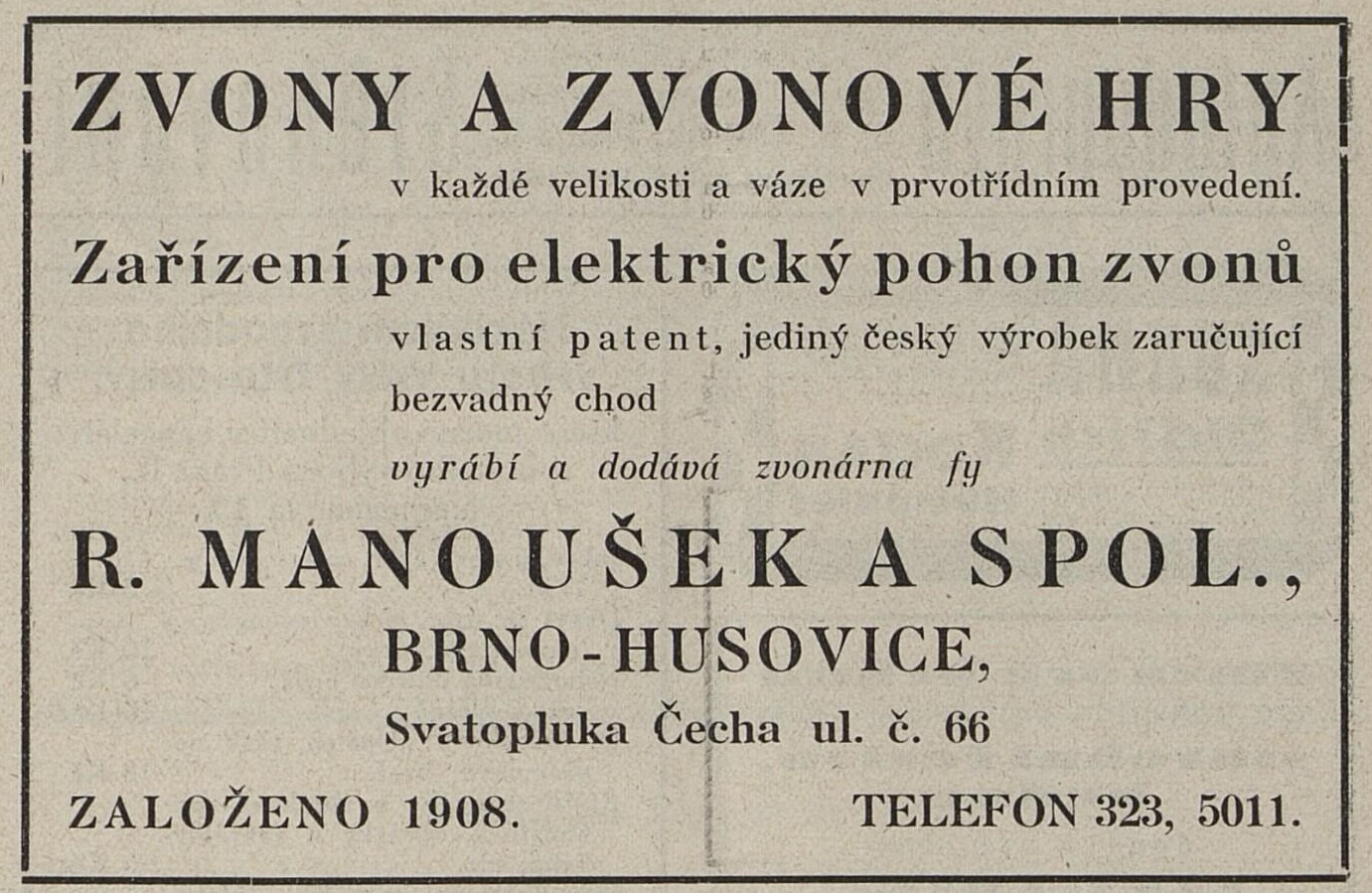
Reklama firmy Rudolf Matoušek, 1931

Rudolf Manoušek starší (24. dubna 1881 Habrůvka – 1. června 1951 Brno) byl český zvonař, zakladatel zvonařského rodu Manoušků.

## Historie dílny

### Dílo zakladatele
Zvony začal Rudolf Manoušek starší odlévat v r. 1900. Zpočátku spolupracoval Rudolf Manoušek s brněnskou zvonárnou rodu Hillerů, od r. 1913 vedl v České (okres Brno-venkov) vlastní podnik. Nejprve odléval zvony především pro Slovensko, ale postupně rozšiřoval svůj trh. V r. 1928 si Manoušek osvojil technologii restaurování puklých zvonů, takže už je nebylo nutné přelévat. Svařování puklin je snadnější a hlavně umožňuje zachovat historicky cenné zvony.
Přesto se dílna ve 30. letech dostala do finančních problémů, a proto Manoušek její činnost dočasně pozastavil. Mezitím, v r. 1934, už vlastní zvonárnu založil jeho syn Ing. Rudolf ml. (1909–1994). Za II. světové války dílnu Rudolfa st. převzal František Michera, jehož jméno pak firma nesla po válce (První moravská zvonárna Michera a spol.). V r. 1947 ji Rudolf st. definitivně opustil a šel pracovat do dílny svého syna. Obě zvonárny byly v r. 1948 znárodněny.
Dílna Manoušků byla včleněna do Závodů umělecké kovovýroby.

### Po úmrtí Rudolfa Manouška staršího
Po smrti otce v r. 1951 byl Ing. Rudolf Manoušek ml. přeložen do Prahy a nad odléváním zvonů v Brně mu byl svěřen pouze externí dohled; v 60. letech byla výroba zvonů zcela ukončena.
Nicméně Ing.Rudolf Manoušek ml. si v r. 1967 založil novou dílnu v Praze na Zbraslavi. S prací na zvonech mu pomáhala i jeho žena Květa a syn Petr Rudolf Manoušek. Ten se ujal vedení dílny v r. 1988 a firma funguje až dodnes. Do nečekaných potíží se dostala při povodních v r. 2002, kdy byla zvonárna zcela zatopena a její činnost na Zbraslavi se již nepodařilo obnovit. Petr Manoušek mezitím externě pracoval v několika jiných evropských zvonárnách, v r. 2006 se podílel na odlití největšího zvonu světa, který se pro zvonění rozhoupává. Japonský zvon o hmotnosti přes 36 tun, zavěšený u města Gotenba na ostrově Honšú, vyrobila nizozemská zvonárna Royal Eijsbouts v Astenu.
Dílna Manoušků za dobu své existence vyrobila a zrestaurovala několik tisíc zvonů, podílela se mj. na opravě pražské loretánské zvonkohry nebo pořízení nového srdce pro největší český zvon Zikmund.
Pro město Praha v rámci projektu "Evropské město kultury" v roce 2000 sestavila Pražskou mobilní zvonohru s 57 zvony. Ta je v současné době přímo v jejich majetku poté, co město Praha odstoupilo od ústní dohody. Kvůli nutnosti vrátit vyplacené zálohy nakonec Manouškovi museli prodat svůj rodinný dům. Objekt zvonárny na Zbraslavi zůstává stále nefunkční z nepřekročitelných, čistě administrativních důvodů mimo možnosti vlastníka, nicméně je opraven a od září 2020 je v něm soukromé muzeum zvonařství rodu Manoušků.

## Zvony

### Za života Rudolfa Manouška st.
- 1919 – ocelový zvon pro kostel sv. Cyrila a Metoděje, Ratíškovice, cena 1 055 Kč, váha 107 kg (zápis v Pamětní Knize fary Ratiškovické čili Domácím Protokolu, str. 135)
- 1921 – zvon pro kostel sv. Jana Křtitele v Lomnici nad Lužnicí
- 1921, 1922 – dva zvony pro renesanční zvonici u kostela svatého Jana Křtitele v Modře
- 1922 tri zvony pro kostel Svätej Kataríny Alexandrijskej Pribiš
- 1922 dva zvony pro kapli sv. Scholastiky v Rajhradicích
- 1924 zvon pre kostel Svätej Kataríny Alexandrijskej Pribiš
- 1923 – tři zvony pro kostel sv. Petra a Pavla ve Velkém Újezdě
- 1929 – zvon pro opatský chrám sv. Petra a Pavla v Rajhradu; zvony pro evangelickou kapli v Gutech (dnes součást Třince)
- 1930 – zvon pro kapli sv. Václava v Držkové na Zlínsku; zvon pro kostel Nanebevzetí Panny Marie v Chrudimi
- 1933 – zvon pro kostel svatého Augustina v Brně
- 1936 – tři zvony pro kostel sv. Jana Křtitele v Chřešťovicích
- 1939 – zvon pro kostel Jména Panny Marie na Lomci
- 1946 – zvon pro baziliku Nanebevzetí Panny Marie a svatých Cyrila a Metoděje na Velehradě (váha 330 kg, tón c2), o zvon pečují velehradští zvoníci[2]
- 1947 – zvon pro kostel svatého Václava v Sušici; pět zvonů pro kostel svatého Mikuláše v Šitbořicích; tři zvony pro kostel sv. Markéty v Troubkách; čtyři zvony pro kostel svatých Andělů strážných v Nivnici
- 1948 – zvon pro kostel svatého Jana Nepomuckého v Českých Budějovicích; zvon pro kostel sv. Václava v Lišově; zvon pro kostel sv. Jakuba Většího v Boršově nad Vltavou; zvon pro kostel svaté Ludmily v Praze na Vinohradech; dva zvony pro kostel Jména Panny Marie ve Křtinách
- 1949 – zvon pro kostel Nejsvětější Trojice v Novém Městě nad Metují
- 1950 – zvon pro zvonici u kostela svatého Jana Křtitele ve Slavoňově

### Po úmrtí Rudolfa Manouška st.
- 1952 – zvon pro kostel svatého Jakuba Většího v Příbrami
- 1955 – čtyři zvony pro kostel svatého Cyrila a Metoděje v Brně – Židenicích
- 1956 – čtyři zvony pro poutní kostel Navštívení Panny Marie v Zašové; dva zvony pro kostel svatého Prokopa v Letovicích
- 1957 – tři zvony pro kostel sv. Bartoloměje v Rozsochách
- 1958 – dva zvony pro kostel svatého Martina v Blansku
- 1959 – tři zvony pro zvonici u kostela svatého Jakuba Většího v Červeném Kostelci
- 1967 – dva zvony pro kostel svatého Petra a Pavla v Jedovnicích
- 1968 – tři zvony pro zvonici u kostela svatého Martina v Sedlčanech
- 1969 – tři zvony pro kostel svatého Ignáce z Loyoly a svatého Františka Xaverského v Březnici; zvon pro kostel Narození svatého Jana Křtitele v Lukově; tři zvony pro klášter milosrdných bratří v Letovicích; čtyři zvony pro kostel svatého Mikuláše ve Velkém Meziříčí; dva zvony pro kostel svatého Filipa a Jakuba v Cetkovicích
- 1970 – dva zvony pro kostel Zvěstování Páně ve Vlachově Březí; čtyři zvony pro kostel svatého Mikuláše v Týništi nad Orlicí
- 1971 – zvon pro kostel Narození Panny Marie v Dolním Bukovsku; dva zvony pro kostel Neposkvrněného Početí Panny Marie v Uherském Brodě; tři zvony pro kostel sv. Vavřince v Bojkovicích
- 1972 – tři zvony pro zvonici u kostela Navštívení Panny Marie a sv. Prokopa ve Hvožďanech
- 1973 – zvon pro kostel Navštívení Panny Marie v Lomnici
- 1973–1976 – šest zvonů pro kostel svatého Petra a Pavla v Unhošti
- 1974 – zvon pro kostel Zvěstování Páně v Úvalech; dva zvony pro kostel Panny Marie Sněžné v Pačejově; dva zvony pro kostel sv. Michaela Archanděla v Jistebnici; dva zvony pro kostel Povýšení sv. Kříže v Chanovicích
- 1975 – zvon pro kostel svaté Kateřiny Alexandrijské ve Mříčné,zvon pro kostel svaté Kateřiny v Kestřanech u Písku.
- 1977 – tři zvony pro kostel svatého Stanislava z Krakova v Loukově u Semil; zvon pro kostel sv. Petra a Pavla v Petrovicích u Sušice
- 1977–1981 – osm zvonů pro kostel svatého Otmara v Hošťce
- 1978 – zvon pro kostel sv. Petra a Pavla v Záboří u Blatné
- 1979 – osm zvonů pro kostel Nanebevzetí Panny Marie v Klokotech
- 1980 – dva zvony pro kostel sv. Jakuba Většího v České Třebové; dva zvony pro kostel Povýšení sv. Kříže v Husinci, jeden zvon Panna Maria královna míru pro farní kostel sv. Jiří v Dolní Čermné
- 1981 – tři zvony pro kostel svatého Tomáše v Praze na Malé Straně; zvon pro kostel Panny Marie Vítězné a svatého Antonína Paduánského v Praze na Malé Straně; dva zvony pro kostel Nanebevzetí Panny Marie ve Staré Vsi
- 1982–1986 – dva zvony pro kostel svatého Jakuba Většího v Poniklé
- 1983 – dva zvony pro kostel sv. Bartoloměje v Kondraci
- 1984 – zvon pro baziliku Nanebevzetí Panny Marie v Praze na Strahově; dva zvony pro kostel Navštívení Panny Marie v Choustníku; dva zvony pro kostel Nejsvětější Trojice v Chýnově
- 1985 – zvon pro kostel sv. Jiljí ve Strmilově; tři zvony pro kostel sv. Martina v Mladé Vožici
- 1987 – dva zvony pro kostel sv. Petra a Pavla v Hartvíkově; dva zvony pro kostel Narození sv. Jana Křtitele ve Velkém Boru
- 1987 – tři zvony pro kostel Panny Marie Královny míru v Praze – Lhotce
- 1987–1991 – tři zvony pro kostel Nanebevzetí Panny Marie v Trhových Svinech
- 1989 – dva zvony pro kostel Povýšení sv. Kříže v Sezimově Ústí; dva zvony pro kostel svatého Matěje v Praze – Dejvicích
- 1989–1993 – dva zvony pro kostel svatého Mikuláše v Horní Branné
- 1990 – dva zvony pro kostel Povýšení sv. Kříže ve Starém Rožmitále
- 1991 – zvon pro kostel svatého Petra a Pavla v Semilech
- 1992 – zvon pro kostel Matky Boží před Týnem v Praze; dva zvony pro Kostel Nejsvětějšího Srdce Páně v Praze na Vinohradech; zvon pro kostel svatého Petra a Pavla v Mělníku
- 1993–2000 – čtyři zvony pro kostel svatého Petra a Pavla v Horažďovicích
- 1994 – tři zvony pro kostel svatého Jana Nepomuckého v Krahulčí; zvon pro kostel Nejsvětější Trojice v Horních Štěpanicích
- 1994–1995 – tři zvony pro zvonici u kostela Všech svatých v Hronově
- 1995 – dva zvony pro kostel svatého Václava v Praze na Smíchově; čtyři zvony pro kostel svatého Prokopa v Praze – Braníku
- 1996 – dva zvony pro kostel sv. Jiří v Bludově; dva zvony pro kostel svatého Mikuláše v Turnově; dva zvony pro kostel svatého Mikuláše v Lounech
- 1998 – zvon pro kostel svatého Jakuba v Mnichově Hradišti
- 1999 – dva zvony pro kostel svatého Petra a Pavla v Ledči nad Sázavou; zvon pro kostel Nanebevzetí Panny Marie v Klecanech
- 2000 – tři zvony pro kostel Nanebevzetí Panny Marie ve Vyšším Brodě; čtyři zvony pro kostel sv. Jakuba Většího v Berouně; dva zvony pro kostel sv. Václava ve Skořicích; dva zvony pro kostel sv. Jakuba Staršího v Kasejovicích
- 2001 – zvon pro kostel sv. Michaela Archanděla v Litvínově
- 2002 – tři zvony pro kostel svatého Vavřince ve Vrchlabí
- 2003 – zvon pro kapli sv. Kateřiny v Merbolticích
- 2004 – dva zvony pro kostel svatého Prokopa v Sobčicích
- 2009 – tři zvony pro zvonici u kostela svatého Jakuba Většího v Železném Brodě
- 2012 – zvon pro zvonici u kostela svatého Jakuba Staršího v Černčicích
- 2013 – tři zvony pro kostel svatého Floriána v Krásném Březně
- 2014 – čtyři zvony pro katedrálu svatého Bartoloměje v Plzni
- 2015 – zvon pro kostel svatého Jakuba Většího ve Stříbrné Skalici
- 2016 – tři zvony pro kostel svatého Jana Nepomuckého na Zelené Hoře u Žďáru nad Sázavou; zvon pro kostel Povýšení svatého Kříže v Děčíně
- 2017 – dva zvony pro zvonici v Lomnici nad Popelkou; zvon pro kostel svatého Jakuba Staršího v Kutné Hoře
- 2018 – zvon pro kostel svatého Prokopa v Přepychách; zvon pro kostel Nejsvětější Trojice v Chrasti